# ماركوس مونتجومري
ماركوس مونتجومري (بالإنجليزية: Monty Montgomery)‏ هو لاعب كرة قدم أمريكية أمريكي، ولد في 8 ديسمبر 1973 في دالاس في الولايات المتحدة.

## وصلات خارجية
- ماركوس مونتجومري على موقع مرجع كرة القدم المحترفة.كوم (الإنجليزية)